# Акаигава
Акаигава (яп. 赤井川村 Акаигава-мура) — село в Японии, находящееся в уезде Йоити округа Сирибеси губернаторства Хоккайдо. Площадь села составляет 280,11 км², население — 1121 человек (30 июня 2014), плотность населения — 4,00 чел./км².

## Географическое положение
Село расположено на острове Хоккайдо в губернаторстве Хоккайдо. С ним граничат города Саппоро, Отару и посёлки Йоити, Ники, Куттян, Кёгоку.

## Население
Население села составляет 1121 человек (30 июня 2014), а плотность — 4,00 чел./км². Изменение численности населения с 1980 по 2005 годы:
| 1980 | 1485 чел. |  |
| 1985 | 1460 чел. |  |
| 1990 | 1470 чел. |  |
| 1995 | 1552 чел. |  |
| 2000 | 1512 чел. |  |
| 2005 | 1310 чел. |  |

## Символика
Деревом села считается берёза плосколистная, цветком — Rhododendron albrechtii.